# Фресінет (Келераш)
Фресінет (рум. Frăsinet) — село у повіті Келераш в Румунії. Входить до складу комуни Фресінет.
Село розташоване на відстані 58 км на схід від Бухареста, 43 км на захід від Келераші, 146 км на захід від Констанци.

## Населення
За даними перепису населення 2002 року у селі проживали 435 осіб. Рідною мовою 434 особи (99,8%) назвали румунську.
Національний склад населення села:
| Національність | Кількість осіб | Відсоток |
| -------------- | -------------- | -------- |
| румуни         | 341            | 78,4%    |
| цигани         | 94             | 21,6%    |